# Paul Gilbert
Paul Brandon Gilbert (Carbondale, Illinois, 6 de novembre de 1966) és un guitarrista estatunidenc, conegut per haver format part dels grups Racer X i Mr. Big i per la seva carrera com a músic solista. Gilbert va començar a tocar la guitarra a 6 anys. El 1984 es va traslladar a Los Angeles per estudiar al Guitar Institute of Technology (GIT), convertint-se en instructor de guitarra un any després. Les seves influències van des d'Eddie Van Halen i Yngwie Malmsteen fins altres no tan comuns per a un guitarrista d'aquest estil, com The Beatles, The Beach Boys i The Ramones.
És considerat un dels guitarristes més ràpids de món, per això va figurar dins dels deu primers en una enquesta de la revista Guitar One. No només es destaca per la seva habilitat en la guitarra elèctrica, també toca la guitarra acústica a un gran nivell, fet comprovat en els seus discos Acoustic Samurai i Gilbert Hotel.
Ha editat algunes classes magistrals en vídeo, com Intense Rock - Sequences & Techniques, Intense Rock II, Guitars from Mars, Guitars from Mars II i Terryfying Guitar Trip, on demostra les seves habilitats com a guitarrista i com a instructor, ensenyant a tocar la guitarra amb molt bon sentit de l'humor. Entre els seus alumnes més destacats es troben Buckethead i Akira Takasaki. També ha donat classes a l'acadèmia musical GIT del Japó i de Los Angeles.
Va ser membre i fundador de Racer X i Mr. Big. El 1996 va deixar Mr. Big (sent substituït per Richie Kotzen) i va començar la seva carrera com a solista. Utilitza guitarres Ibanez i té diversos models propis, com la PGM-301. Avui en dia ja no fa servir guitarres amb pont flotant, perquè prefereix el so del pont rígid i el vibrato natural.
Va participar en Amazing Journey: A tribute to The Who, una sèrie de tres concerts en homenatge a la banda The Who, al costat dels músics Billy Sheehan, Gary Cherone i Mike Portnoy. L'any 2007 va participar en el famós projecte G3 al costat de John Petrucci i Joe Satriani, on va presentar cançons del seu disc Get Out of my Yard.

## Biografia

### Inicis
En Paul va començar a tocar la guitarra a una primerenca edat, però va abandonar la pràctica. A onze anys va reprendre aquesta activitat de manera autodidacta i poc ortodoxa. Va acabar assistint a classes per tal de corregir la seva tècnica i en poc temps va començar a mostrar indicis de capacitat pel virtuosisme. Als catorze anys va formar la seva primera banda, anomenada Missing Lynx, a la ciutat de Greensburg, Pennsilvània. Va tocar al conjunt durant dos anys per a després unir-se a la banda local Tau Zero, projecte que va abandonar al cap de poc temps per traslladar-se a Califòrnia. Va aparèixer llavors a la revista Guitar Player costat d'una altra jove promesa, Yngwie Malmsteen. A l'edat de 17 anys, Gilbert es va convertir en una sensació per la seva gran qualitat d'interpretació. Va ser contractat com a instructor en el Guitar Institute of Technology (GIT) el 1985 i va aconseguir entrar en una nova agrupació d'heavy metall anomenada Racer X, amb la qual va gravar l'àlbum Street Lethal un any després.

### Racer X
La formació original de Racer X consistia en Paul Gilbert (guitarra), John Alderete (baix), Harry Gschoesser (bateria) i Jeff Martin (veus). En els seus inicis la banda estava fortament influenciada per Judes Priest i tenia algunes reminiscències de l'estil del guitarrista suec Yngwie Malsmteen, recolzada pels vertiginosos i tècnics solos de Gilbert.
El 1986 Gschoesser va haver de tornar a Àustria pel venciment del seu visat i va ser reemplaçat per Scott Travis i Bruce Bouillet, qui va ser alumne de Paul Gilbert a la GIT. Bouillet era un guitarrista molt hàbil, ja que havia de complementar els sempre difícils i exigents frasejos de Paul. Scott Travis més tard s'integraria l'agrupació Judes Priest i John Alderete seria el baixista de les bandes The Scream i The Mars Volta.
Durant aquell temps, el Paul va guanyar el prestigi de ser un dels guitarristes més ràpids del món, en part, gràcies al seu estil en cançons com "Frenzy", "Scarified", "Technical Difficulties" i "Scit Scat Wah". El músic va deixar Racer X oficialment el 1988, encara que la banda es va reunir eventualment en 1999 per tocar "Technical Difficulties", "Superheroes", "Getting Heavier" i l'àlbum en directe Snowball Of Doom- Live At The Whisky GO GO, tot i que sense la participació de Bruce Bouillet. Paul ha afirmat en diverses entrevistes que no descarta un nou disc de Racer X, ja que va ser la banda en la qual va sorgir, encara que no assegura que sigui la formació original, ja que tots es troben molt ocupats amb els seus projectes paral·lels.

### Mr. Big

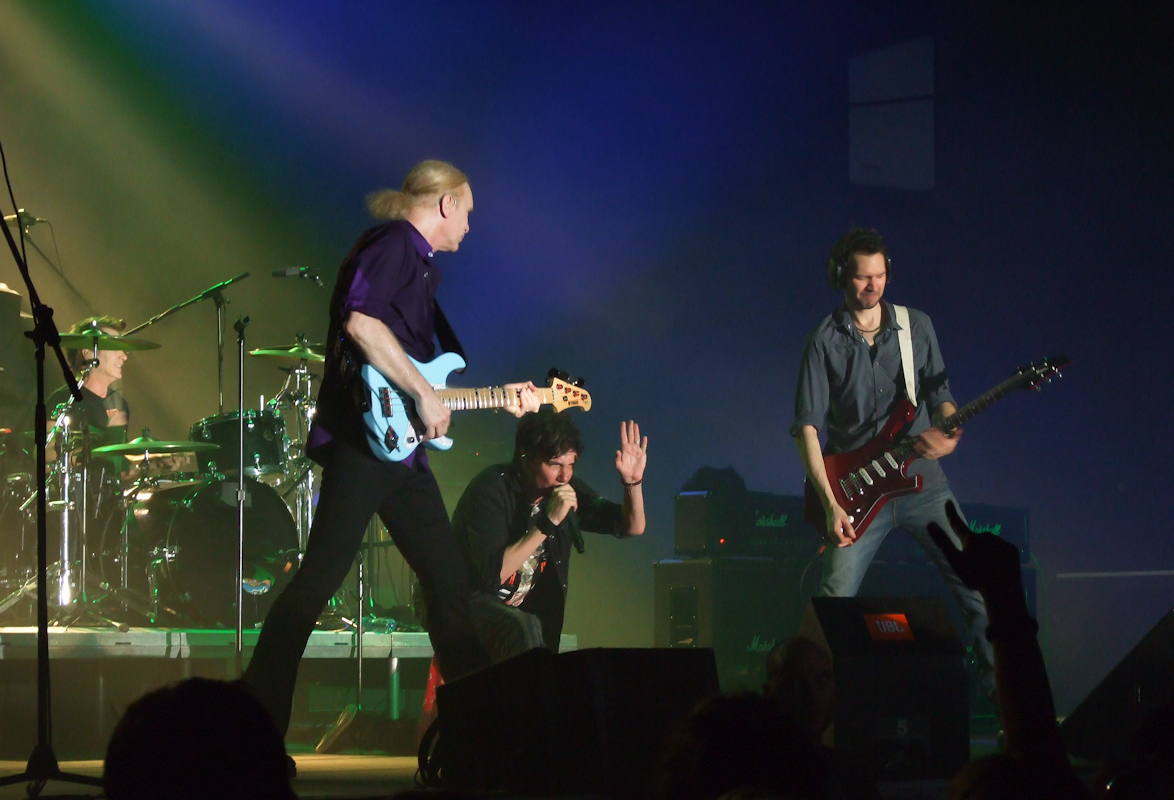
Gilbert amb Mr. Big en 2011.

Quan el baixista Billy Sheehan va deixar el grup de David Lee Roth el 1988 es va unir a Paul Gilbert, que acabava de sortir de Racer X. Junts van fundar la banda Mr. Big costat de Pat Torpey a la bateria Eric Martin com a cantant. El grup va tenir un gran èxit al Japó i es van fer famosos a 1991 amb el seu segon disc, titulat Lean Into It, especialment per la repercussió mediàtica que va tenir la cançó "To Be with You", repetidament difosa en els mitjans aconseguint la primera posició de la llista Billboard. Gilbert va continuar tocant amb Mr. Big fins a finals de la dècada de 1990. Va deixar la banda el 1999 per iniciar una carrera en solitari i va ser reemplaçat per Richie Kotzen. No obstant això, aquesta nova formació de Mr. Big només duraria alguns anys, després d'anunciar la seva separació el 2002.
En un recital de Paul Gilbert com a solista dut a terme al House of Blues el 7 de maig de 2008, Paul va donar una grata sorpresa al públic en convidar a l'escenari a Pat Torpey i després a Billy Sheehan, i van tocar la famosa cançó "Daddy Brother Lover Little Boy ", en la qual una part del sol és tocada, tant en baix com en guitarra, amb un trepant amb pues enganxades a la broca. Els músics van decidir reunir-se novament amb Eric Martin, una cosa que es va mantenir en secret fins a gener de 2009 quan va ser anunciada la gira reunió que donaria inici en terres japoneses al juny.
Després d'acabar la gira europea promocionant el seu disc en solitari Fuzz Universe, Paul va tornar a l'estudi amb Mr. Big per gravar un nou àlbum, titulat What If ..., que va sortir a l'mercat el 21 de gener de 2011, amb la seva corresponent gira mundial.

### Altres projectes i carrera com a solista

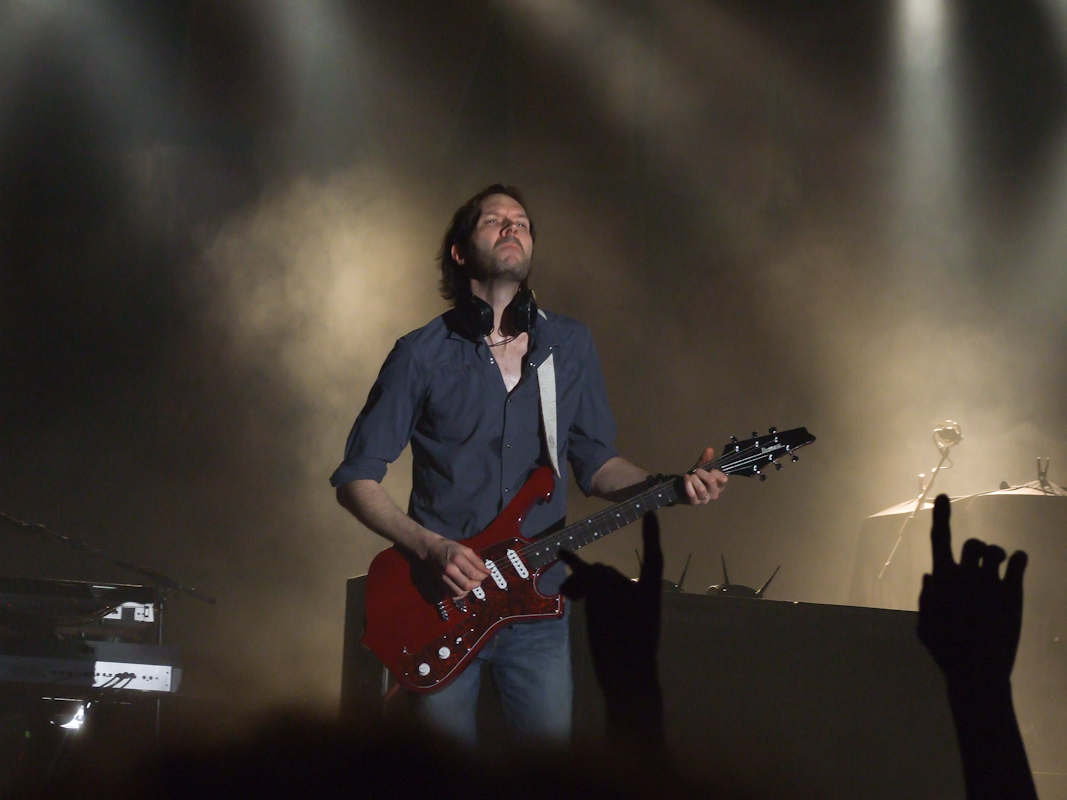
Gilbert en concert el 2011.

Al maig de 2003 va participar en dues ocasions en un projecte anomenat Yellow Matter Custard, una banda tribut als Beatles conformada per Mike Portnoy de Dream Theater, Neal Morse de Spock 's Beard i Matt Bissonette. L'agrupació va prendre el nom de la lletra de la cançó " I Am the Walrus ". Es va reunir de nou amb Portnoy, Dave LaRue i Daniel Gildenlöw per realitzar un tribut a Led Zeppelin titulat Hammer of the Gods el 2004 i de nou al setembre de l'any 2005 amb Portnoy, Sean Malone i Jason McMaster en un tribut a Rush titulat Cygnus and the Sea Monsters. El 2007 va tocar la guitarra en l'àlbum Sola Scriptura de Neal Morse. Un any després va publicar un àlbum amb el cantant Freddie Nelson titulat United States.
Gilbert ha publicat una vintena de discos com a solista, entre àlbums d'estudi, directes i compilats, amb gran repercussió en terres japoneses, aconseguint figurar a les llistes de l'empresa Oricon en més d'una ocasió.

## Carrera com a instructor
Paul Gilbert va tenir la seva pròpia secció en la revista especialitzada britànica Total Guitar on ensenyava les seves tècniques guitarrístiques al CD d'acompanyament. Fins i tot abans d'això va contribuir amb articles didàctics a la revista Guitar Player entre els anys 1980 i 1990. Aquest període de col·laboració va durar 31 exemplars fins a novembre de 2006. També ha ensenyat guitarra al Guitar Institute of Tecnology (GIT) i és degà de la mateixa a la seva seu del Japó. De fet, va viure una temporada en aquest país, tractant d'aprendre japonès de mans de guitarrista Marty Friedman, qui encara hi viu i el parla amb fluïdesa. Un dels seus més reeixits estudiants va ser Buckethead.

## Influències i estil
Parlant de les seves influències, Paul esmenta molts artistes diferents, incloent: Michael Schenker, Randy Rhoads, Eddie Van Halen, Yngwie Malmsteen, Tony Iommi, Alex Lifeson, Jimmy Page, Robin Trower, Pat Travers, Judes Priest, Akira Takasaki, Jimi Hendrix, Kiss i The Ramones. Paul ha declarat diverses vegades que va estar fortament influenciat pel seu oncle Jimi Kidd, que va ser fonamental per mantenir a Paul interessat en tocar la guitarra. També és un gran fan de The Beach Boys i The Beatles. Al DVD de Live Space Ship, afirma que George Harrison és un dels seus guitarristes favorits. Revista de World de guitarra ho va declarar un 50 dels guitarristes més ràpids de tot el món de tots els temps, juntament amb Buckethead, Eddie Van Halen i Yngwie Malmsteen.
Paul Gilbert compon música en una àmplia varietat d'estils, que inclouen pop, rock, metall, blues i funk. No obstant això, Gilbert és potser més conegut per la seva ràpida velocitat d'execució i la seva versatilitat estilística. Es destaca en particular per la seva eficient tècnica de punteig similar a un staccato. Combina tècniques de punteig ràpid i legato en la mateixa frase, generalment de manera instintiva. A l'ensenyar i demostrar una frase en particular, ha de pensar en el qual realment fa amb la seva mà dreta per poder explicar-la. Tot i ser famós pel seu treball en heavy metal i la seva habilitat amb la mà dreta per tocar ràpid, Gilbert s'ha dissociat d'aquest estil de tocar, gravitant cap al blues i les idees melòdiques.

## Equipament

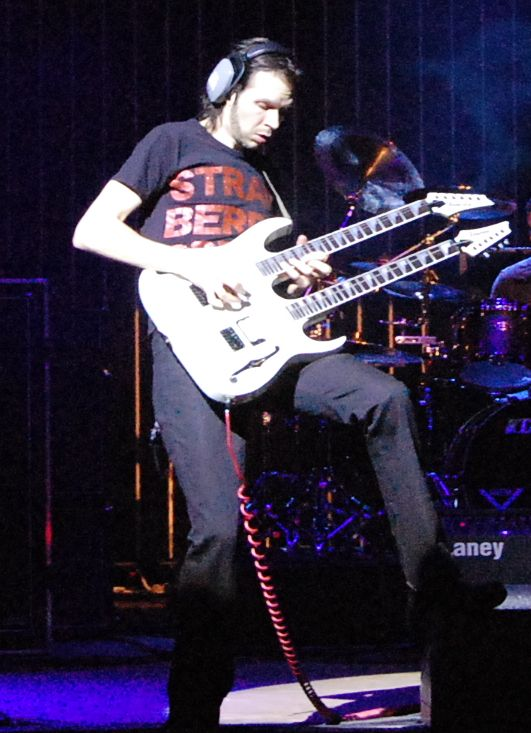
Gilbert a 2007.

El Paul té un suport especial per les guitarres de la marca Ibanez i usa exemplars de la seva sèrie PGM Signature. La seva guitarra principal, actualment, és una Ibanez de la seva nova línia de guitarres custom, les Fireman. La línia Fireman va ser dissenyada per Paul en una habitació d'hotel usant Photoshop, amb el qual va donar la volta a una imatge d'una Ibanez Iceman, va afegir un cutaway extra i va canviar l'acabat.
La primera Fireman que Paul va tenir va ser resultat d'aquesta sessió de Photoshop. Una guitarra feta de Korina, amb pal a través del cos i amb 22 trasts mitjans, a canvi dels 24 trast jumbo que acostumava a tenir en els seus antics models PGM. El pal de la primera Fireman és molt ample, cosa que a Paul li encanta pel to, però per a l'edició comercialitzada de les Fireman (encara no disponible) així com per a les seves pròpies després de la primera, va demanar als luthiers de la Custom Shop de Ibanez fer el màstil "mil·limètricament més fi", segons les seves pròpies paraules, per fer-ho una mica més fàcil de tocar sense comprometre la qualitat.
A petició popular, es van comercialitzar 45 guitarres Fireman en un pack amb segell d'autenticitat signat per Paul, 1 strap (de Hippie Straps), unes pues, un cable i uns cascos com els que fa servir Paul a l'escenari. A causa de l'elevat preu d'aquestes (rondant els 10000 dòlars) ha tingut lloc una demanda massiva per part dels fanàtics d'una sèrie més econòmica de Fireman, en la qual estan treballant ara mateix, i presumiblement arribarà al mercat a l'estiu de 2011 com a molt d'hora. Aquesta sèrie de Fireman més econòmiques estarà basada en el disseny de la Fireman vermell cirera, la nova guitarra predilecta de Paul. Les Fireman usen pastilles DiMarzio Injector (dissenyades per Paul), single-coils amb un atac i claredat extrems. Aquestes pastilles, així com les Fireman, han estat usades íntegrament per Paul en l'enregistrament del seu nou disc Fuzz Universe .
El Paul també ha tret un parell de pedals signature nous, el Airplane Flanger (AF-2) amb Ibanez i el Fuzz Universe amb Magikbox. El pedal Fuzz Universe és el resultat d'integrar els circuits del pedal Body Blow i el Venom Boost d'Magicbox en una mateixa caixa, donant com a resultat un gran pedal d'Overdrive / Boost per ritmes i, és clar, per shred.
Fins fa relativament poc, utilitzava amplificadors Laney dels que deia tenir "la distorsió més natural de vàlvules mai escoltada". A la seva pàgina web diu que tocant amb Joe Satriani i John Petrucci es va inspirar en apropar-se més al so de la seva pròpia guitarra i per això va començar a usar els amplificadors Marshall de la sèrie Vintage Modern.
Solia utilitzar preamplificadors ADA per atacar als seus Laney, encara que ara usa els Marshall Vintage esmentats anteriorment.

## Discografia

### En solitari
- King of Clubs (1998)
- Flying Dog (1998)
- Alligator Farm (2000)
- Raw Blues Power (2002)
- Burning Organ (2002)
- Gilbert Hotel (2003)
- Space Ship One (2005)
- Get Out of My Yard (2006)
- Silence followed by a Deafening Roar (2008)
- United States (2009)
- Fuzz Universe (2010)
- Vibrato (2012)
- Stone Pushing Uphill Man (2014)
- I Can Destroy (2015)
- Behold Electric Guitar (2018)

### Amb Racer X
- Street Lethal (1986)
- Second Heat (1987)
- Technical Difficulties (1999)
- Superherois (2000)
- Getting Heavier (2002)

### Amb Mr. Big
- Mr. Big (1989)
- Lean into It (1991)
- Bump Ahead (1993)
- Hey Man (1996)
- What If ... (2011)
- ...The Stories We Could Tell (2014)
- Defying Gravity (2017)
- Ten (2024)

## Videografia
- Intense Rock - Sequences & Techniques VHS
- Intense Rock II VHS
- Guitars from Mars Japanese DVD
- Guitars from Mars II Japanese DVD
- Terrifying Guitar Trip VHS
- Eleven Thousand Notes DVD
- Guitar Wars DVD
- Space Ship Live DVD
- Intense Rock: Complete (DVD) 2006
- Terrifying Guitar Trip (DVD) 2006
- Get Out of My Yard Instructional (DVD) 2007
- Get Out of My City Instructional (DVD / VCD) 2007
- One Night in New York City - Yellow Matter Custard (2003)
- Two Nights In North America - Hammer of the Gods (2006)
- One Night in Chicago - Cygnus and the Sea Monsters (2006)
- One Night in New York City - Amazing Journey (2007)
- 100% Racer X (2007)
- Silence followed by a Deafening Roar - Guitar Instructional DVD and Shred Annex (2008)
- One More Night in New York City - Yellow Matter Custard (2011)